# 家有囍事
《家有囍事》（英語：All's Well, Ends Well）是一部賀歲喜劇片，1992年於香港上映，導演為高志森，由張國榮、周星馳、黃百鳴、張曼玉、吳君如及毛舜筠領銜主演，總票房48,992,188港元，刷新了當時香港票房紀錄。此紀錄隨後被同年上映的《審死官》以50,212,947港元（UA院線統計數據）票房打破。《家有囍事》為香港中文片票房排行榜的第十一名。
《家有囍事》五年後拍成續集，名為《97家有囍事》。
2016年農曆新年，天馬電影把電影韓國版初次上映版本中的槍戰片段重新包裝，並以《家有囍事4K修復加長版》名義上映。

## 故事簡介
常家三兄弟與父母同住在祖產大屋中。老大常滿為一有家庭有事業之成功人士，其妻程氏因多年來穩定的婚姻生活而外表變得不修邊幅，故常滿在外找了一個情婦（Sheila）。常滿因一次約會後酒醉，Sheila送他回家時被大嫂發現，大嫂一怒之下出走。老二常騷為一偏向女性化之男子，常與偏向男性化的梁無雙鬥氣，鬧出不少笑話。老三常歡為一電台DJ，他只著重得到異性的肉體，從來不明白什麼叫真愛。一天，何里玉致電到他主持的節目，相見以後認為跟她心目中的常歡有很大差距故失望而回，但此行動卻激起常歡想得到她的肉體的慾望。故事一路發展下去，鬧出了不少笑話，最後大團圓結局收場。

## 演員表

### 常家
| 演員   | 角色   | 備註 |
| 關海山 | 常父   | 常滿、常騷、常歡之父 梁無雙之表弟，後為家翁 阿靚、何里玉之家翁 |
| 李香琴 | 常母   | 常滿、常騷、常歡之母 梁無雙之表弟婦，後為家姑 阿靚、何里玉之家姑 |
| 黃百鳴 | 常滿   | 常家長子 阿靚之夫 常騷、常歡之兄 Sheila之情夫，後分手 梁無雙之表姪兼大伯子 何里玉之大伯子 |
| 吳君如 | 程大嫂 | 台：程大嫂 常滿之妻，後分居，最後復合 常騷、常歡之大嫂 Sheila之情敵 梁無雙之表姪嫂兼妯娌 何里玉之妯娌 |
| 張國榮 | 常騷   | 成人中心插花班導師 常家次子 娘娘腔 梁無雙之歡喜冤家，後和好并為其夫 常滿之弟 常歡之兄 阿靚之叔仔 何里玉之二伯子 |
| 毛舜筠 | 梁無雙 | 成人中心腳底按摩班導師，後因先後重傷常騷及成人中心校長嚇怕所有學生 假小子 常滿之表姑媽兼弟婦 常歡之表姑媽兼二嫂 常父之表姐 常騷之表姑媽兼歡喜冤家，後和好并為其妻 阿靚之表姑奶奶兼妯娌 何里玉之妯娌 名字諧音梁無相，同樣常以男性裝扮示人 |
| 周星馳 | 常歡   | 電台DJ 常家幼子 何里玉之歡喜冤家，後為其夫 常滿、常騷之弟 |
| 張曼玉 | 何里玉 | 台：郝來玉 常歡之歡喜冤家，後為其妻 常滿、常騷之弟婦 阿靚、梁無雙之妯娌 電影狂迷，愛好追逐不同電影角色的打扮 名字諧音 |

### 其他演員
| 演員     | 角色                            | 備註 |
| 陳淑蘭   | Sheila                          | 常滿之情婦，後入住常家，卻未能把常家打理得井井有條而令常家眾人不滿，最後與常滿分手 程大嫂之情敵 後到新加坡當顏歌情婦 |
| 李麗珍   |                                 | 常歡之女友之一，後分手                                                                                               |
| 黃光亮   | 光哥                            | 常滿之同事 |
| 林何佩儀 | Doreen 台：范建（諧音「犯賤」） | 常歡之同事、舊情人 電台之台花                                                                                        |
| 高志森   |                                 | 卡拉OK顧客 |
| 袁文傑   | 家明                            | 婉君之男友（並無正面鏡頭）                                                                                           |
| 李雅賢   | 婉君                            | 家明之女友（並無正面鏡頭）                                                                                           |
| 李雅賢   | 同事                            | 介紹程大嫂做卡拉OK伴唱的同事                                                                                         |
| 周志輝   | Dr. Tang                        | 醫生 |
| 辛德勤   |                                 | 成人中心校長 |

## 名句
由於此片為無厘頭喜劇片，當中不乏令人摸不著頭腦但又惹人發笑的對白。這些對白在粵語社會文化中影響深遠，成為開玩笑常用的名段。
- 無定向喪心病狂間歇性全身機能失調症

註：常歡被樹上掉下來的蛋打中頭部，由於他20多歲人腦門（囟門）還沒有完全長好（粵語：廿幾歲人腦囟都未生埋），致使腦震盪。此為戲中此病之學名。
- 《醉拳甘迺迪》

當時常歡騙何里玉說自己只穿內褲是模仿《南拳北腿孫中山》下集之《醉拳甘迺迪》
- 巴黎鐵塔反轉再反轉

註：常歡與何里玉互相接吻，由於何里玉會反轉升起，形成像巴黎鐵塔一樣的畫面（期間雙方一直在接吻）。
- 你又去邊啊？你又貴姓啊？又係你呀？陳生！

## 軼事
- 經典香港賀歲喜劇《家有囍事》不但是萬千觀眾心目中的經典，身兼主角與監製的黃百鳴，大爆原本的演員陣容並非現在這樣，本來大哥是林子祥、他自己演娘娘腔的二哥、花心小弟相中張國榮，那時張國榮一度息影赴加拿大，黃百鳴派出導演高志森好說歹說請他回港拍戲，完全沒考慮別人，要高志森千萬達成任務。想不到，黃百鳴急著找接手人選的林子祥又出狀況，因為在美國的房屋火災必須趕回去處理，因此回不來。黃百鳴急的跳腳，只好再動腦筋去找周潤發來救火，不料這次周潤發也為難了，告訴他自己已經接了另外一部賀歲片《我愛扭紋柴》，可能還要和《家有喜事》對打，剛巧周星馳在香港影壇正當紅，就決定找星爺。可是星爺對著突來的邀約獅子大開口要求比平常多3倍的片酬、800萬港幣，還要求先看劇本，黃百鳴也都接受了。然而周星馳只對小弟角色感興趣，就是想要和張曼玉合作，這角色卻已留給張國榮，周星馳卻也打死都不想演娘娘腔二哥。對於此僵局，老天爺卻自有安排。張國榮被高志森說服回港拍戲，對黃百鳴表示自己就是想演娘娘腔二哥，和曾經喜歡過又有合作默契的毛舜筠演對手戲一定會出彩，要黃百鳴不要做別的安排，這下正中下懷，黃百鳴馬上打電話告訴星爺：「你想要的成真啦，現在真的你跟張曼玉演對手戲啦。」就此敲定了這個經典的陣容。[2]
- 當電影拍攝完畢後其底片曾經差點遭劫走。黃百鳴表示當電影拍攝完畢並進入剪輯階段時負責剪輯電影的沖印廠通知他有3名持槍的蒙面賊人綁起了巴基斯坦籍護衛員，並以槍指嚇剪輯員意圖劫取《家有囍事》之底片。由於所有資金以及演員的心血俱投資在底片當中，如果底片被劫相當於此電影慘被綁票，而且一定要不惜代價贖回，故此當時嚇壞了黃百鳴。慶幸的是當時剪輯員已經在剪輯該底片，而底片就在被指嚇的剪輯員腳下，而且更有大字寫著「《家有囍事》底片」，如果3名賊人有發現腳下的底片的話他們早就得手了。然而該3名賊人反而把被嚇壞的剪輯員用牛皮膠紙封住其口並嘗試於逾萬呎的廠內尋找，結果意外地在1個被鎖上的房間內誤劫了《家有囍事》的「毛片」後離開，而底片則因此逃過了被劫的命運，損失方面亦不算慘重。[2][3]
- 相隔32年後的2024年，吳君如與後輩張天賦合作拍攝電影《我談的那場戀愛》，其後流出黃百鳴獻唱張天賦《記憶棉》的影片，網民套用本片情節留言「阿大嫂又離家出走」。

## 犯驳之处
- 电影里常父为梁无双之表弟年龄却差别很大，虽然电影里有提到梁无双之母约七十岁才诞下其，但即使有这个可能，常父也只不过是梁无双之表哥。
- 常骚与梁无双发生关系后，梁无双的发型竟然从短变长。

## 戲仿
- 常騷在成人中心被梁無雙綁在椅子上，梁無雙並用球棒大力敲向常歡腳底，使得常歡說了一句「八婆！一棒唔死得㗎！你加多一棒啦！」（「臭婆娘！一棒打不死的！你再來一棒吧！」），戲仿了由著名粵劇劇作家唐滌生於1957年編撰的粵劇戲寶《帝女花》的通行版本中的第三幕〈乞屍〉中由正印花旦白雪仙飾演的長平公主向由靚次伯飾演的崇禎帝所說的一句台詞：「父皇，父皇！一劍唔死得㗎，一劍唔死得㗎！望你再加一劍，免我痛成咁慘。」（「父皇，父皇！一劍殺不死的，一劍殺不死的！望你再加一劍，免我痛得如此淒慘。」）
- 常歡在酒吧用閩南話唱出「相逢何必曾相識（页面存档备份，存于）」歌曲，劇中稱是為了配合程大嫂籍貫（可能暗指其為閩籍），不過發音並不準確。
  - 《相逢何必曾相識》這首歌曲在1990年是由歌手蔣志光以及韋綺珊合唱的對唱歌曲，國語版也在同年推出，一炮而紅，這首歌曲在香港乃至華人社會都有一定知名度。
- 因何里玉很喜歡荷里活電影，所以影片中，常歡為了哄何里玉開心，常常模仿荷里活電影的經典鏡頭，包括：
  - 阿諾豬華生力啤 (阿諾舒華辛力加)
  - 戲中常歡為了哄何里玉回心轉意，模仿未來戰士的造型，他在兩次自稱時（首次為在某隧道中追回何里玉時，次則是在卡拉OK店中）分別錯把名稱說成「阿諾豬華辛力加」及「阿諾舒華生力啤」。原本粵語中應為阿諾舒華辛力加（臺譯：阿諾史瓦辛格，知名美國動作片巨星，曾任美國加州州長），但由於在香港，有一啤酒品牌為生力啤，此為一個諧音字笑話。此片公映後10年，在電影中飾演常歡的周星馳出任了生力啤的代言人[4]。
  - 常歡為了追求喜愛荷里活電影的何里玉，使用了《人鬼情未了》中製造陶器的一幕作為橋段，成功贏得了何里玉的芳心。
  - 何里玉亦模仿了荷里活1990年的电影《戰慄遊戲》（Misery）中的女杀手Anny Wilkes（凱西·貝茲飾演）之經典的一幕，即常欢被绑在床上的一幕，何里玉穿着與Anny Wilkes一样的衣服。

## 外部連結
- 香港影庫上《家有囍事》的資料（繁體中文）
- 開眼電影網上《家有囍事》的資料（繁體中文）
- 豆瓣电影上《家有囍事》的資料 （简体中文）
- 时光网上《家有囍事》的資料（简体中文）
- AllMovie上《家有囍事》的资料（英文）
- 爛番茄上《家有囍事》的資料（英文）
- 互联网电影数据库（IMDb）上《家有囍事》的资料（英文）